# Carel Kneulman
Carel Kneulman, (Ámsterdam, 15 de diciembre de 1915-Darp, 15 de enero de 2008) fue un escultor neerlandés, ilustrador y artista gráfico. Es conocido como el creador de Los Lieverdje en el Spui en Ámsterdam.

## Versatilidad
Carel Kneulman era poeta, cantante, artista gráfico y escultor.
Kneulman es  considerado como un escultor experimental .
Fue compañero de clase de Cor Hund en la Academia Nacional de Bellas Artes en Ámsterdam, donde tomó lecciones de Jan Bronner.
También tomó clases en el conservatorio. Tenía una voz de Basso profondo(o noble basse en fr.), bajo profundo .
Más tarde se convirtió en profesor en la Academia Gerrit Rietveld en Ámsterdam.
Kneulman estaba próximo al ideario del Grupo Cobra y fundó junto con Wessel Couzijn y  Tajiri en 1959, el Grupo A'dam (Groep A'dam en nl.).
Kneulman también se considera relacionado con el Grupo de abstracción figurativa y se dice que ha buscado un equilibrio entre el arte figurativo y el arte abstracto. No podía, como él dijo "elegir entre la figuración y la abstracción".

## Esculturas
Entre las mejores y más conocidas obras de Carel Kneulman se incluyen las siguientes:
- Lieverdje (Cariño) (1959)  es la escultura más representativa del escultor. Originalmente creada para una feria comercial, al año siguiente fue fundida en metal para ocupar su espacio en la calle, en la zona comercial de Spui, Ámsterdam[2]
- Los europeos (1949)
- Niño (1950) Gemeentemuseum, el museo municipal de La Haya.
- Escultura en la fachada del antiguo cine Thalia (1955) en Róterdam, contando con la escultura de  Thalia , Musa de la comedia. en la actualidad el edificio está dedicado a sala de eventos, y se conoce como The Thalia Rotterdam.
- Jacob y el ángel por encima de la antigua entrada de la sede de la policía en La Haya.
- Jacob y el ángel (1956, versión reducida) en el jardín del Museo municipal de La Haya.
- Escultura de bronce de pared en la Oficina de Correos de Heemstede (1959).
- 14 Estaciones de la Cruz (viacrucis) (1963) convento Catharijne, Utrecht.
- Monumento de Viento y agua (1964) Veere.
- Cruz (1965) en la Catedral de Utrecht.
- La escultura Agresión (1971) Technische Universiteit Eindhoven.[3]
- Gerrit van der Veen Monumento a los artistas de la Resistencia (1973) Middenlaan Plantage, Ámsterdam.
- Esfinge Amor (1974) Eendracht Park, Ámsterdam.
- Lázaro aprende a caminar de nuevo (1981) La Haya.
- Hombre-Hombre (1988) Liceo Christian , Zeist.
- retrato del arquitecto Gerard Mastenbroek, 1949  bronce

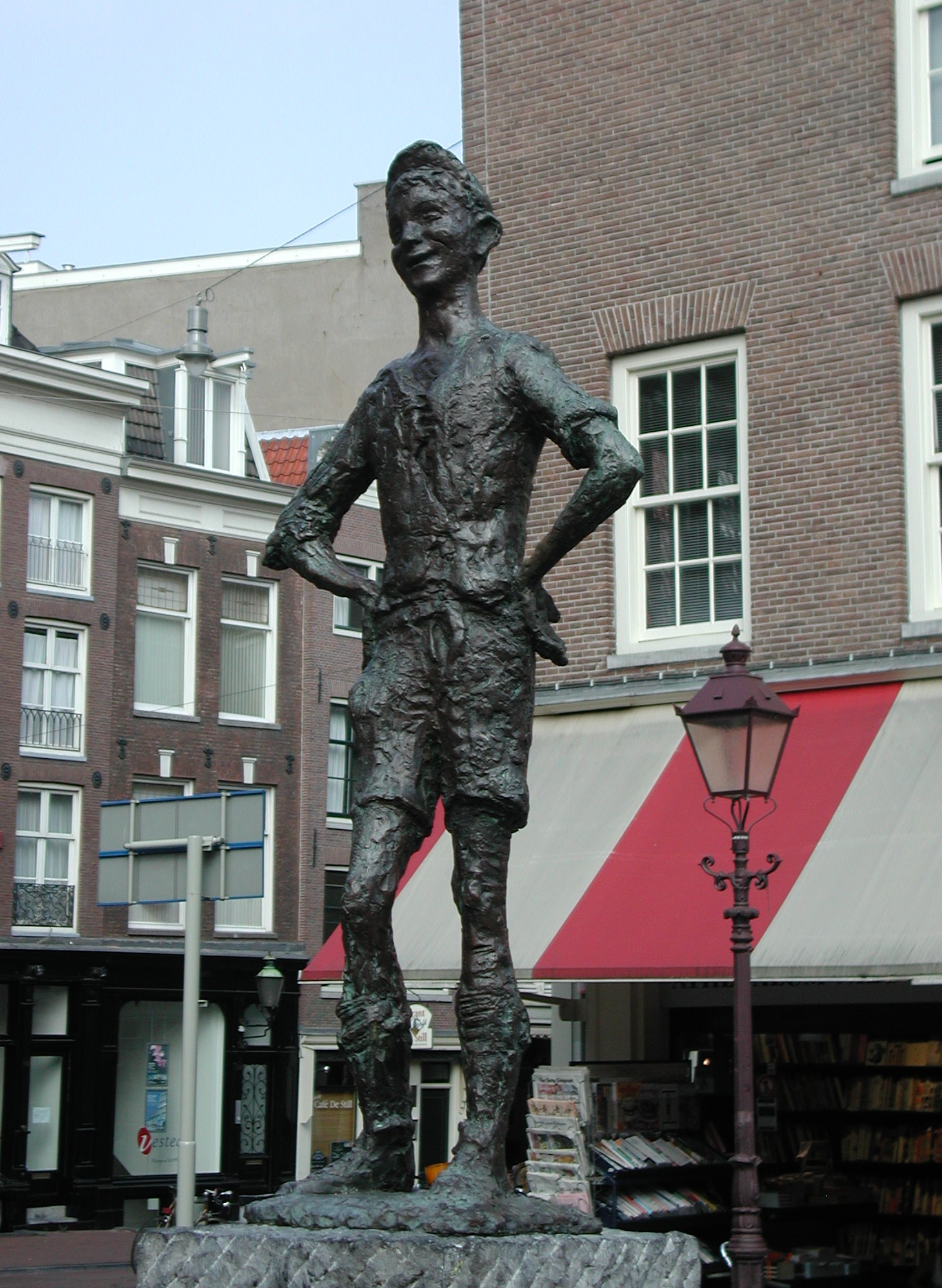
Lieverdje Ámsterdam, 1959
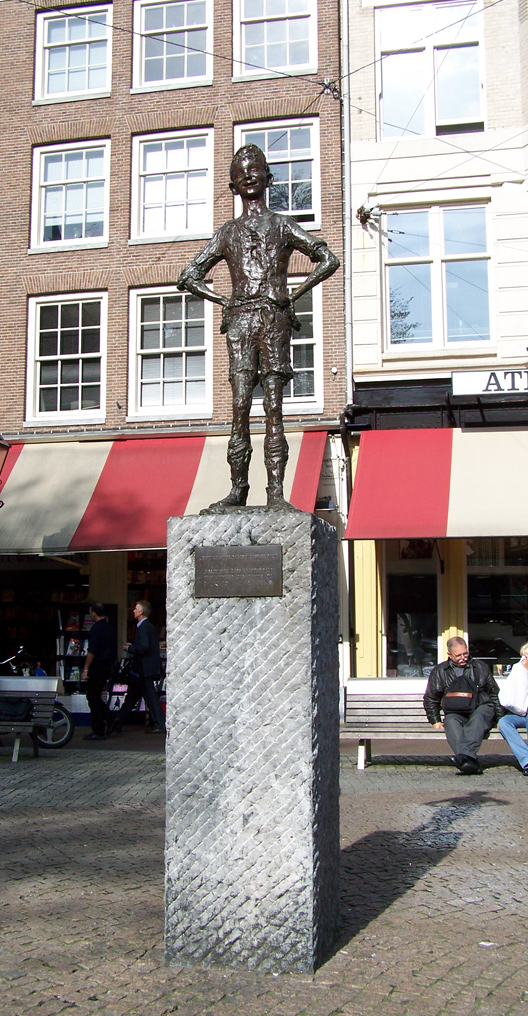
Lieverdje Ámsterdam, 1959
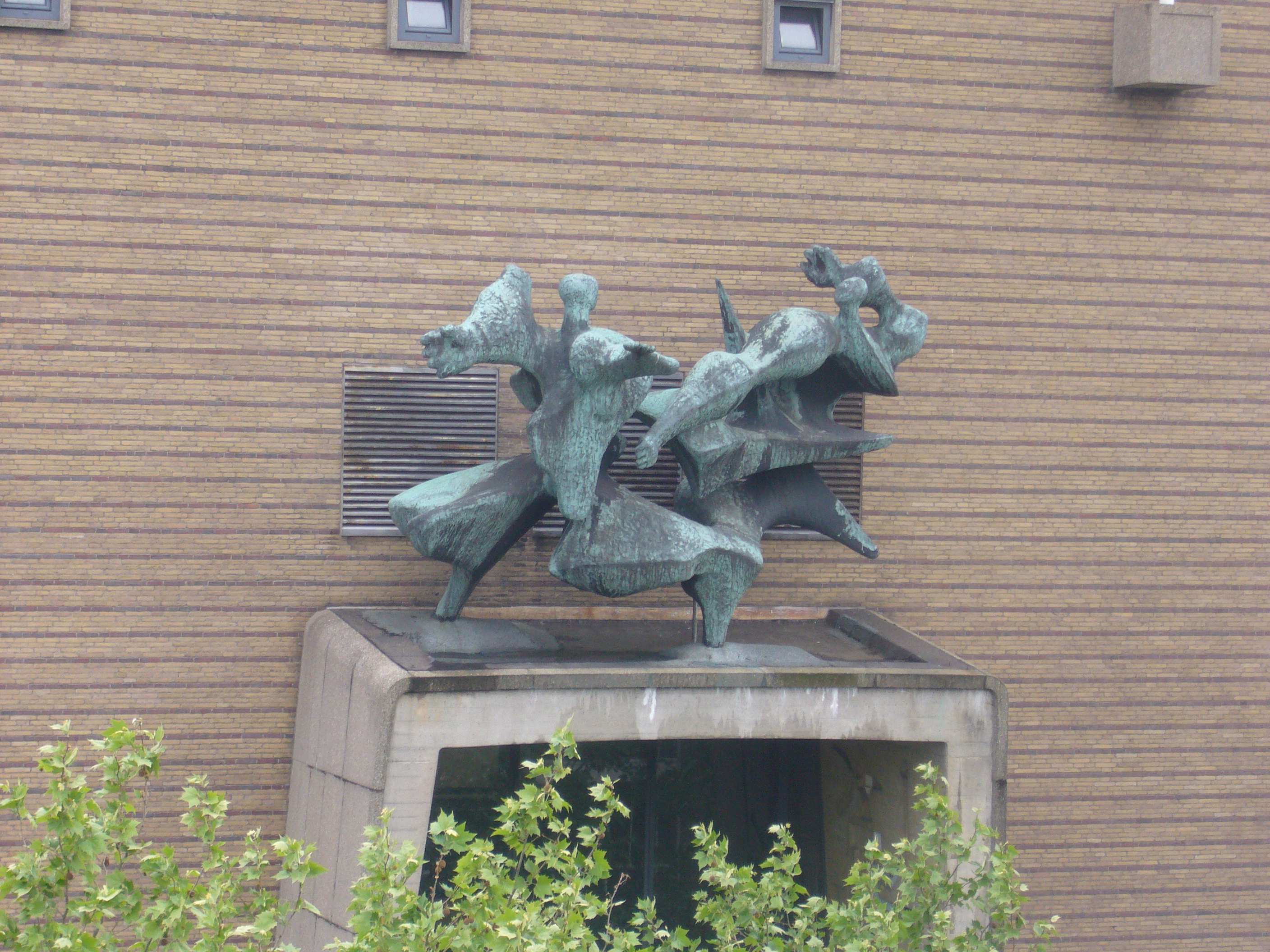
Escultura sobre la puerta de la central de policía de La Haya
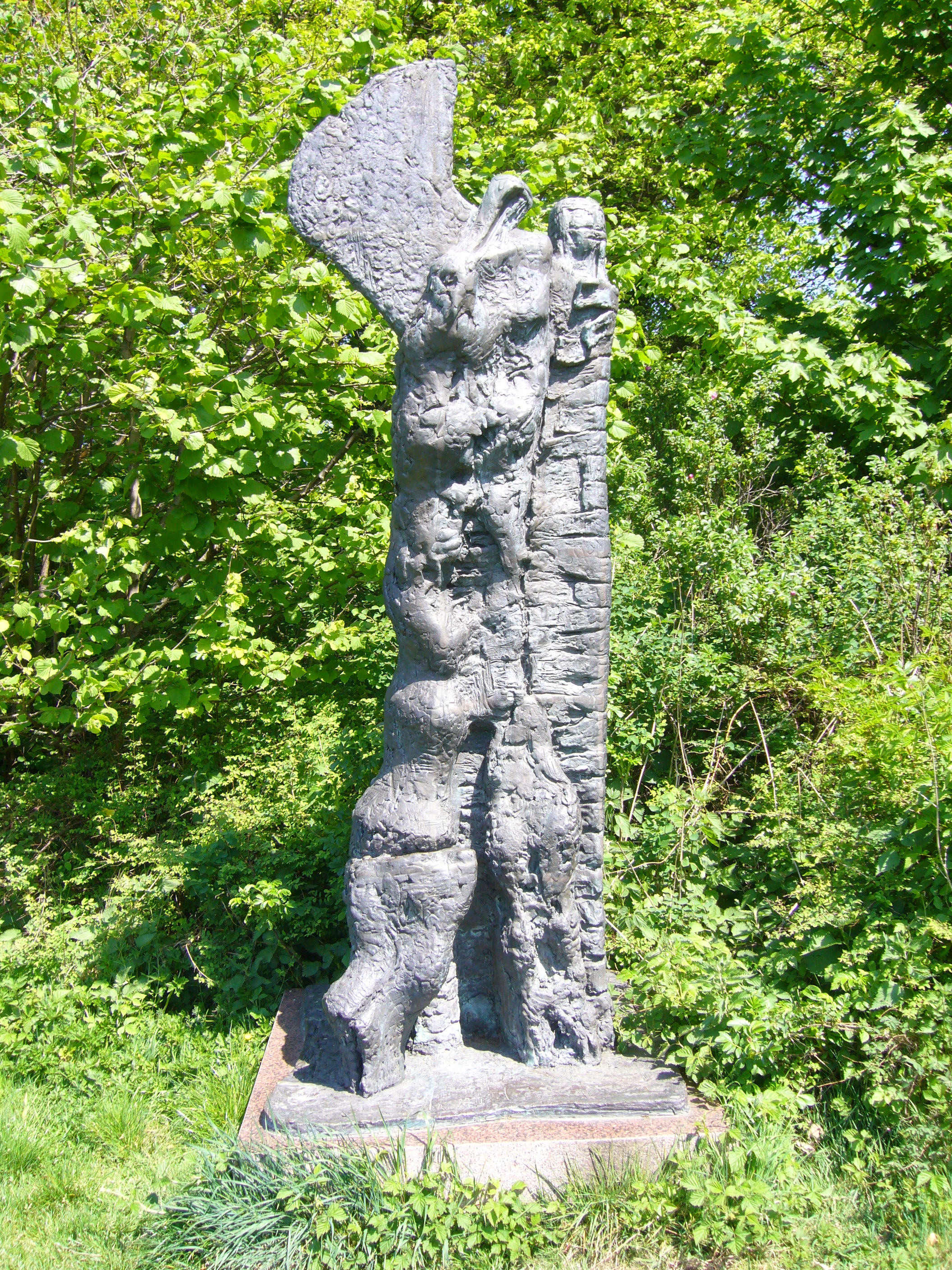
Lázaro aprende a caminar de nuevo (1982),(estatua en el parque Westbroek) en La Haya
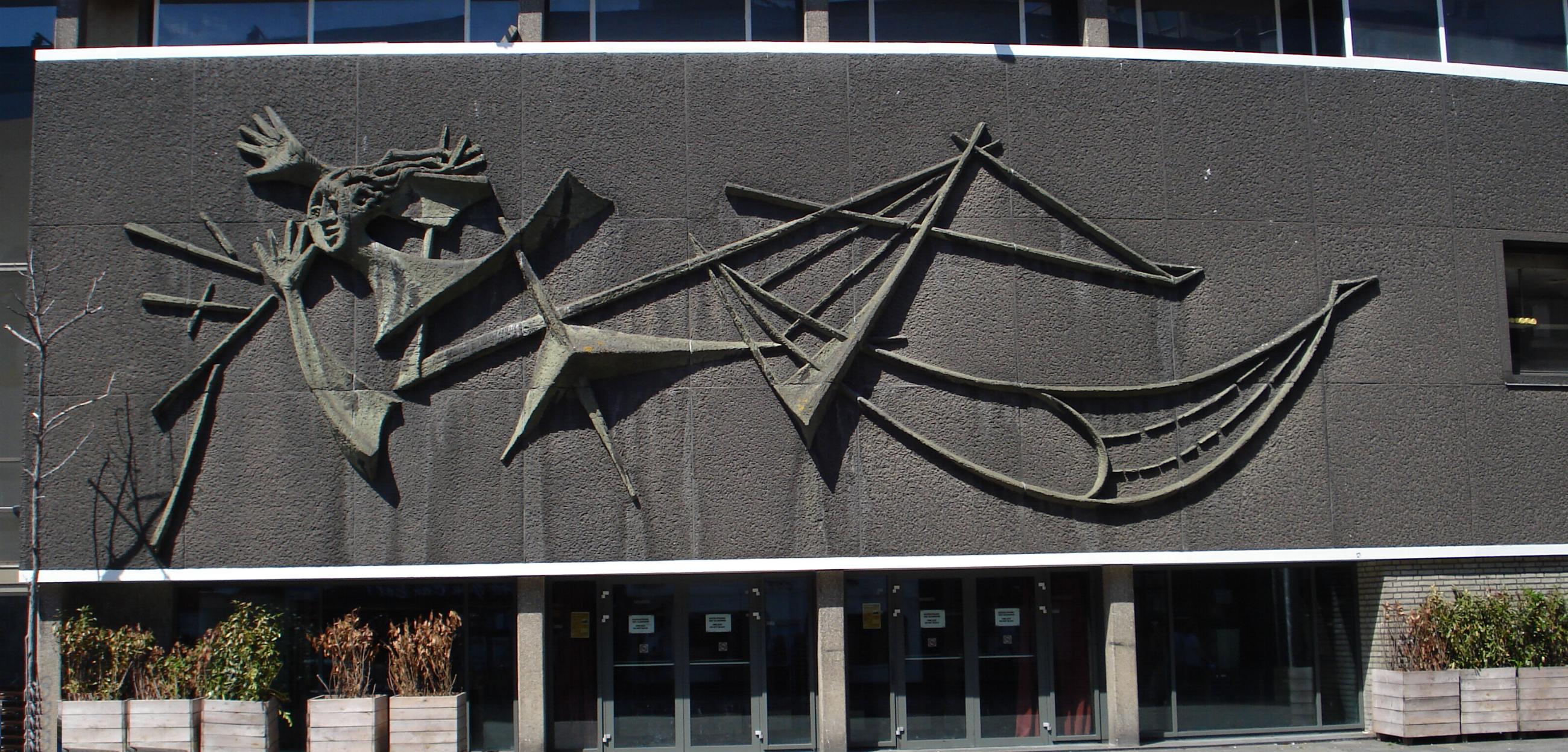
Relieve Thalia en Róterdam.
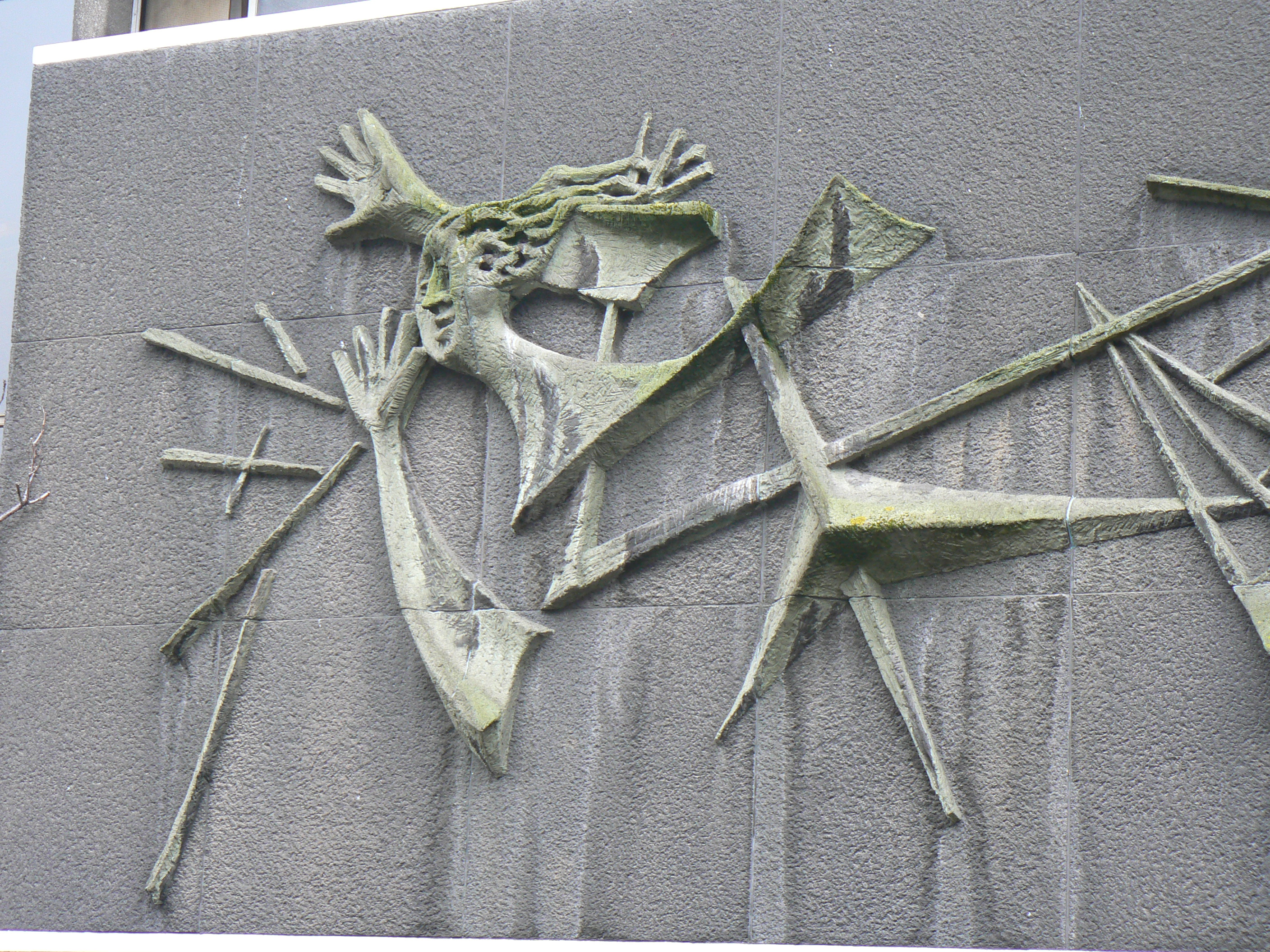
Detalle del relieve Thalia en Róterdam.
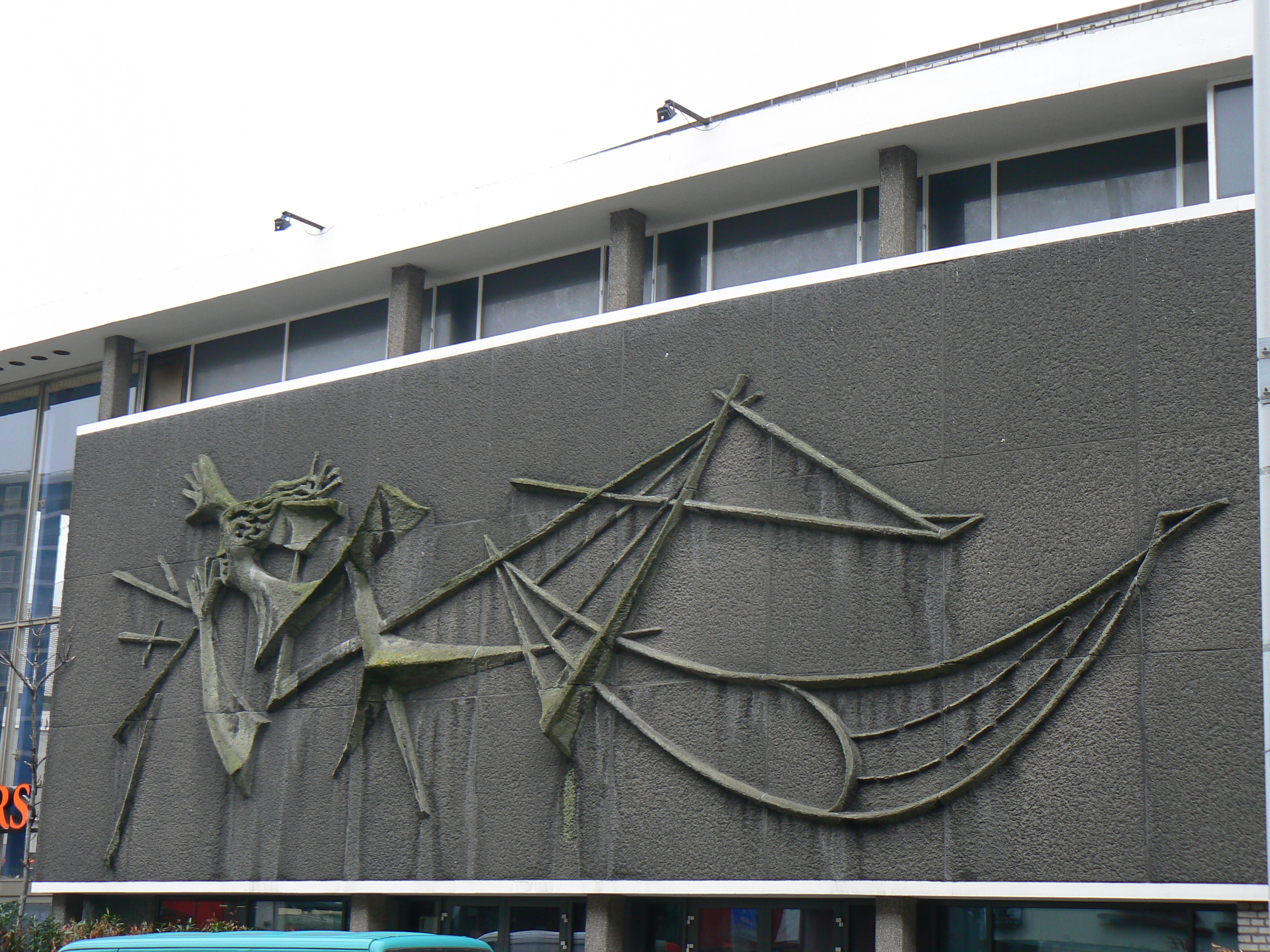
Relieve Thalia en Róterdam.
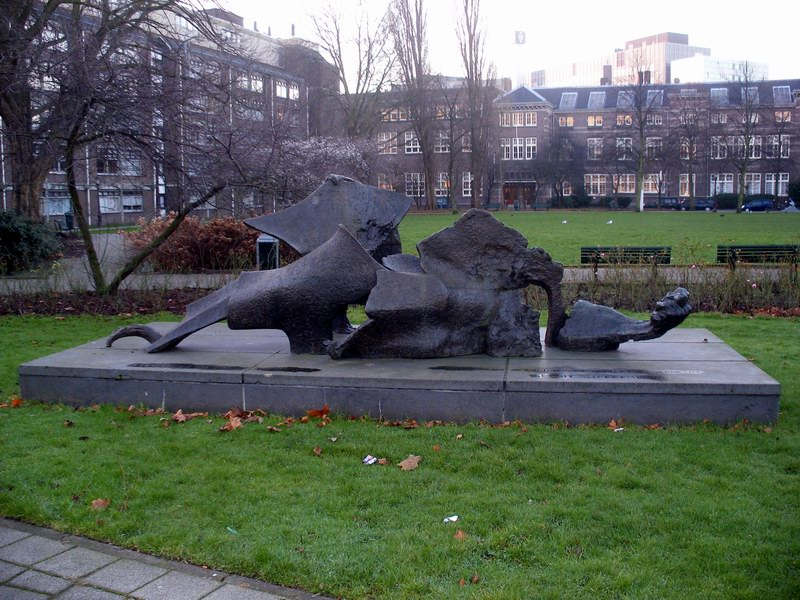
Monumento a los artistas de la Resistencia (1973) Middenlaan Plantage, Ámsterdam.